# Q’umarkaj
Q’umarkaj (más írásmóddal: Gumarcaj, Cumarcaj, más néven (navatl nyelvű nevén) Utatlán) régi maja város a Kicse Királyság fővárosa volt, ma már csak romjai láthatók Guatemalában. 

## Története
A terület körülbelül a 13. század eleje óta volt lakott, de az itt élő Wuk Amak népességet a Mexikói-öböl térségéből érkező, tolték eredetű harcosok hódítottak meg, majd Quichék érkeztek ide, egyes feltételezések szerint a ma Mexikóban található Monte Albánból. Ők több települést hoztak létre, átvették a meghódított népek nyelvét, de az 1400-as évek elején konfliktusok támadtak köztük, ezért a különböző szemben álló csoportok egymástól távolabb eső helyeken telepedtek le. Ekkor, Kuucumatz (más írásmóddal Gucumatz) quiche király idején alapították Q’umarkajot is. Főtemploma, amelyet Tohilnak szenteltek, eredetileg egy három oldalon lépcsőzettel rendelkező, piramisszerű alapzaton állt.
A kicse királyság 1425 és 1470 között élte fénykorát, Q’umarkaj befolyása így ezekben az időkben egészen a mai Huehuetenango, Sacatepéquez, Cobán és Escuintla területére is kiterjedt. Az 1470 és 1475 közötti években a Chichicastenango térségében élő kakcsikelek fellázadtak és kiváltak a kicsék birodalmából, megalapítva Iximchét, és háborúkat indítottak a q’umarkajiak ellen. Ezzel megkezdődött a quiche királyság és a főváros hanyatlása. Az ezekben a harcokban elszenvedett vereségek annyira legyengítették őket, hogy amikor 1524-ben megérkezett a spanyol hódító, Pedro de Alvarado, nem is vették fel ellene nyíltan a harcot, hanem inkább csapdába akarták csalni. Megüzenték neki, hogy jöjjön Q’umarkajba, ahol szívesen látják majd, de ő egy helyi embertől értesült arról, hogy mi a helyiek valódi szándéka, ezért úgy fogadta el a meghívást, hogy 1524. március 21-én megérkezve nem a városban szállt meg, hanem mellette, és ő küldött meghívót a quiche uralkodóknak, Oxib-Quiehnek (nevének jelentése: három szarvas) és Beleheb-Tzinek (új kutya), hogy látogassák meg. Ők nem sejtették, hogy Alvarado hasonló csapdát állít nekik, mint amit ők akartak Alvaradónak, ezért elfogadták a meghívást, de vesztükre: a spanyolok felgyújtották a várost, a tűzben pedig életüket vesztették az uralkodók is. A spanyolokat támogató, a mai Mexikóból érkező, navatl nyelvet beszélő harcosok ezekben az időkben nevezték el a települést saját nyelvükön Utatlánnak.
A későbbi századokban sokan hordták el az egykori város építményeinek köveit saját házaik és kőkerítéseik felépítéséhez, így a településből mára csak csekély romok, illetve földhalmok maradtak meg. A központi templomot borító faragott köveket például a 19. század vége és a 20. század eleje között hordták el legnagyobb mennyiségben.
2007-ben nemzeti műemlékké nyilvánították, ma a területen múzeum is működik, ahol a helyszínről készült 19. századi fényképek mellett az egész város makettje is megtekinthető. A környéken lakó indián őslakók köreiben ma is szokás a romoknál Ajaw istenhez, mindenek teremtőjéhez imádkozni.

## Leírás
A település Guatemala középpontjától nyugatra, Quiché megye székhelye, Santa Cruz del Quiché közelében, annak központjától körülbelül 2 km-re nyugatra található. Erődített város volt, amelyben mintegy 70 épület állt, köztük négy templom: ezeket Tohil, Q’uq’kumatz, Awilix és Jakawitz tiszteletére szentelték. A templomokon kívül paloták, kisebb lakóházak és középületek is voltak a településen, amelynek központjában, a főtér körül három elit lakótömb helyezkedett el, valamint egy L alakú labdajátékpálya.

## Képek

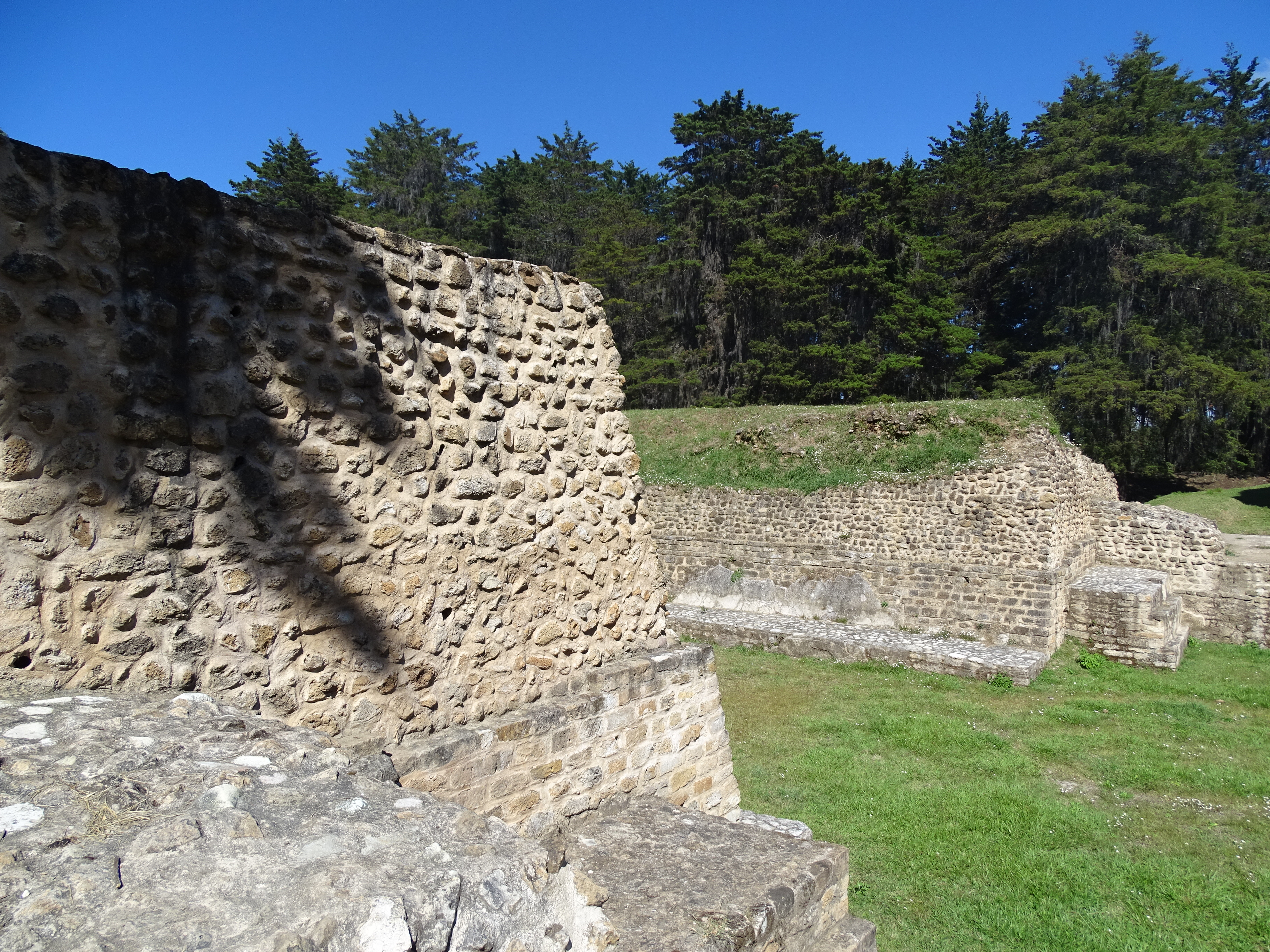
A nagy tér körüli építmények
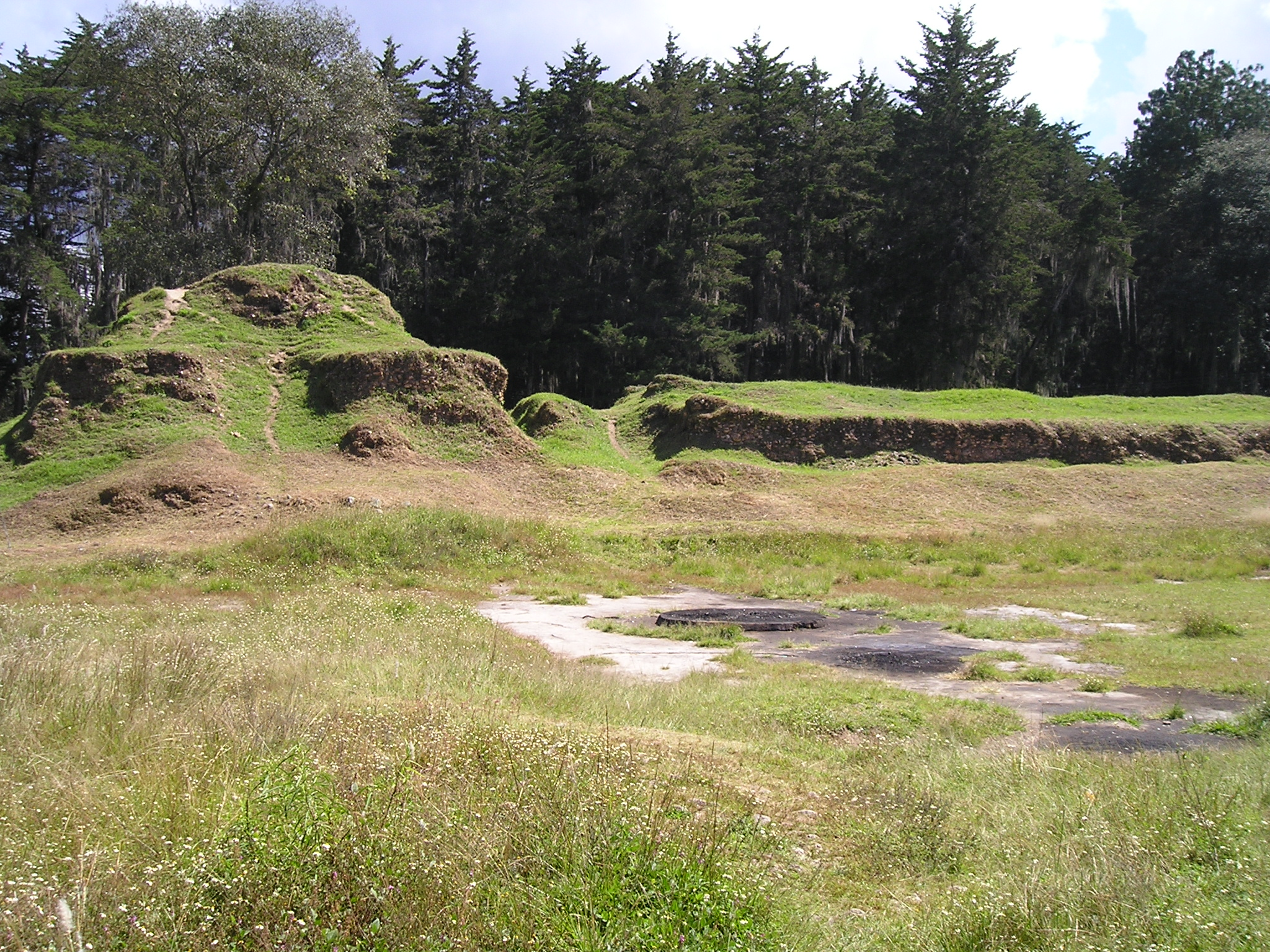
Az Awilix-templom maradványai
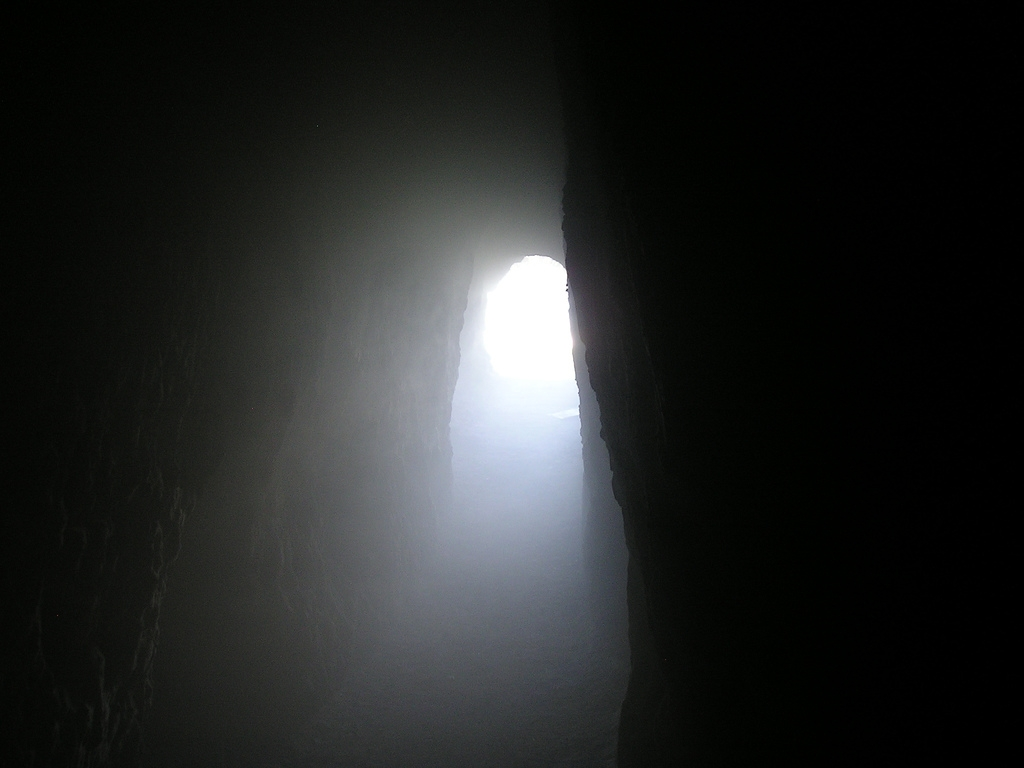
Alagút
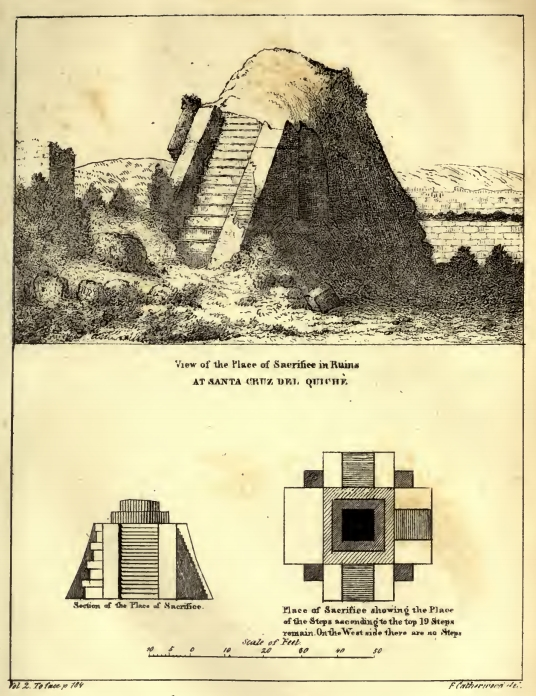
Frederick Catherwood 1840-es rajzai